# Мурат Хан
Мурат Хан (тур. Murat Han; 1 травня 1975, Анкара, Туреччина) — турецький кіноактор. За роль у фільмі «Щастя» був відзначений премією «Золотий апельсин» (2007).

## Біографія
Народився 1 травня 1975 року в місті Ерзінджан (Туреччина).
Батько — Фейзуллах Хан, мать — Темам Хан.
Навчався в Бількентському університеті на факультеті музики та виконавських мистецтв Департаменту Театру. Після закінчення виїхав в Америку і там навчався в театральному училищі імені Стелли Адлер.
Повернувся до Туреччини в 2007 році на запрошення режисера Абдулли Огуза, в фільм "Щастя", на головну роль, там його партнеркою була Озгю Намаль. За цей фільм він отримав нагороду "Найкраща чоловіча роль" на 44 фестивалі в Анкарі у 2007 році.
Має двох сестер — Хюлья Хан і Невруз Хан.

## Фільмографія
- Vazgeç Gönlüm (2007 — 2008) — Salih
- Mutluluk (2007) — Cemal
- Vicdan (2008) — Mahmut
- Hesaplaşma (2009)
- Ömre Bedel (2009 — 2011) — Cesur
- Sensiz Olmaz (2011)
- Блискавка, що впала в будинок — Eve Düşen Yıldırım (2012) — Namık
- Я відкрию тобі таємницю — Sana Bir Sır Vereceğim (2013 — 2014) — Mehmet
- Hatasız Kul Olmaz (2014) — Bulut
- Kervan 1915 (2016)
- Evlat Kokusu (2017) — Cevahir Akbaş
- Savaşçı (2018 — 2019) — Karon
- Âkif (2021) — Ali Şükrü Bey
- Самотній вовк — Yalnız Kurt (2022) — Doğan Sakınmaz